# Víctor Salas Baños

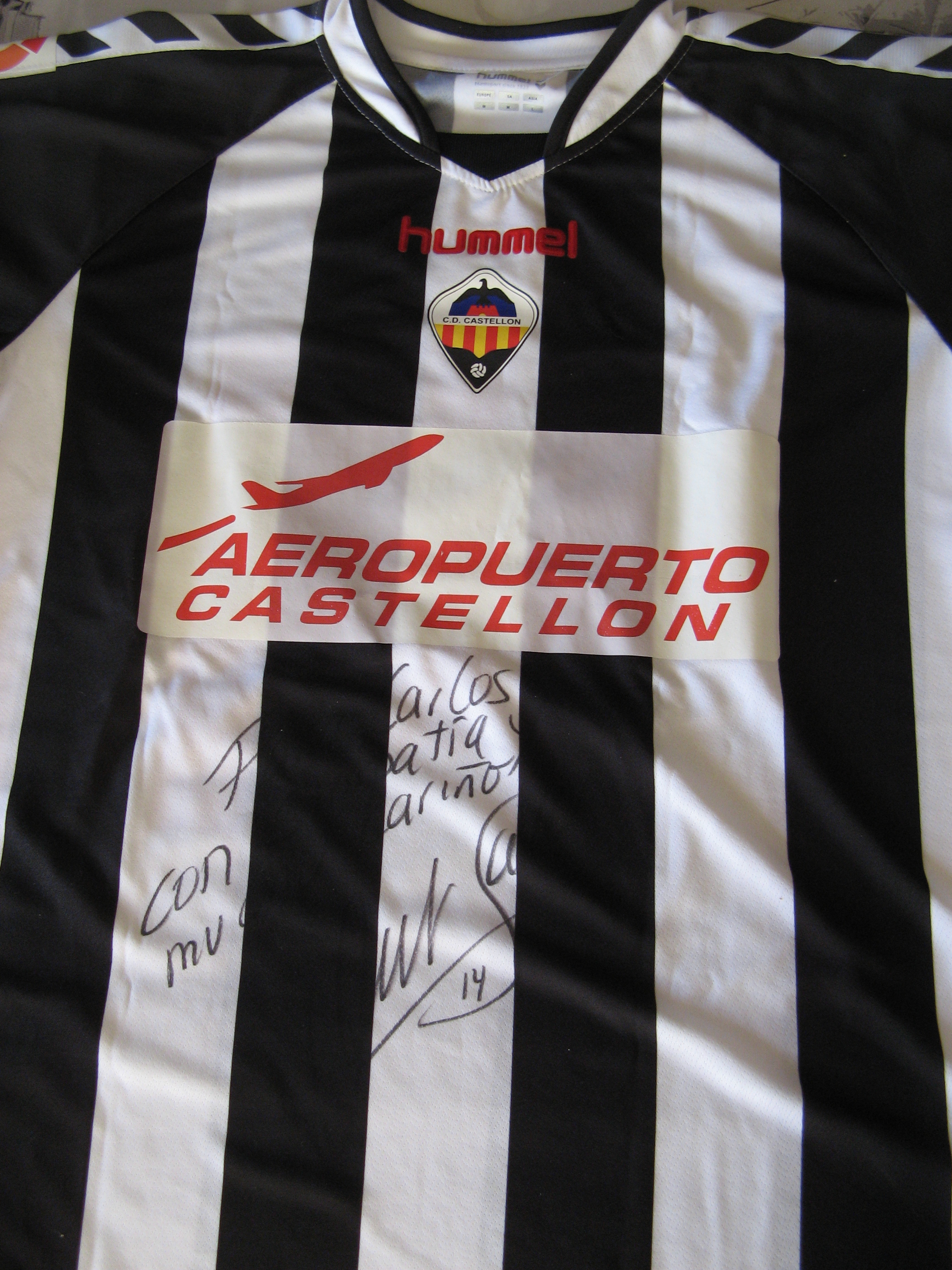
Camiseta de Victor Salas (2007-08)

Víctor Salas Baños (Morón de la Frontera, provincia de Sevilla, 16 de junio de 1980) es un exfutbolista español. Actualmente es gerente de VS Sport, director del Club Antares, del Hospital Nisa Unidad Salud, Rendimiento y Alto Rendimiento. Es tío del futbolista Kike Salas.

## Trayectoria
Víctor Salas empezó a jugar a fútbol en el equipo alevín de su localidad natal para pasar en edad cadete a la cantera del Sevilla FC. Pasa por los diferentes equipos por edad y tras quedar subcampeón de la Copa de Campeones de Liga Juvenil en la temporada 1998/99 (partido que pierde el Sevilla FC ante la Real Sociedad de San Sebastián en los penaltis tras acabar el partido 0-0) es ascendido al Sevilla FC B para jugar en Segunda B.
La temporada 1999/2000 juega con el equipo filial y sus buenos partidos hacen que debute con el Sevilla FC en Primera el 4 de diciembre de 1999 ante el Valencia CF. Es una temporada aciaga para el Sevilla FC, tanto el primer equipo como su filial descienden de categoría.
Tras cuatro temporadas en el Sevilla FC, al poco de iniciar la quinta, concretamente en diciembre de 2003 pasa a jugar en las filas de la UD Almería en Segunda y al acabar la temporada firma contrato con el Poli Ejido en el que permanece 3 temporadas. Al acabar su relación contractual con éste y no renovar es fichado por el CD Castellón.
La temporada 2009/10 el jugador fue presentado como el último fichaje antes del inicio del campeonato de la plantilla de la SD Ponferradina de esa campaña, con el que consiguió el ascenso a Segunda División.

## Clubes
| Club            | País           | Temporada      | Liga               | Partidos | Goles | Copa | Goles |
| --------------- | -------------- | -------------- | ------------------ | -------- | ----- | ---- | ----- |
| Sevilla FC B    | España         | 1999/00        | Segunda División B | 11       | 1     |      |       |
| Sevilla FC      | España         | 1999/00        | Primera División   | 19       | 1     | 0    | 0     |
| Sevilla FC      | España         | 2000/01        | Segunda División   | 19       | 2     | 1    | 0     |
| Sevilla FC      | España         | 2001/02        | Primera División   | 26       | 3     | 1    | 0     |
| Sevilla FC      | España         | 2002/03        | Primera División   | 27       | 0     | 4    | 0     |
| Sevilla FC      | España         | 2003/04        | Primera División   | 2        | 0     | 0    | 0     |
| UD Almería      | España         | 2003/04        | Segunda División   | 20       | 3     |      |       |
| Poli Ejido      | España         | 2004/05        | Segunda División   | 38       | 3     | 0    | 0     |
| Poli Ejido      | España         | 2005/06        | Segunda División   | 31       | 0     | 0    | 0     |
| Poli Ejido      | España         | 2006/07        | Segunda División   | 39       | 8     | 2    | 0     |
| CD Castellón    | España         | 2007/08        | Segunda División   | 33       | 1     | 1    | 0     |
| CD Castellón    | España         | 2008/09        | Segunda División   | 13       | 0     | 3    | 0     |
| SD Ponferradina | España         | 2009/10        | Segunda División B | -        | -     | -    | -     |
| SD Ponferradina | España         | 2010/11        | Segunda División   | -        | -     | -    | -     |
| CD Teruel       | España         | 2011/12        | Segunda División B | -        | -     | -    | -     |
| (en Segunda B)  | (en Segunda B) | (en Segunda B) | (en Segunda B)     | 11       | 1     |      |       |
| (en Segunda)    | (en Segunda)   | (en Segunda)   | (en Segunda)       | 193      | 17    | 7    | 0     |
| (en Primera)    | (en Primera)   | (en Primera)   | (en Primera)       | 73       | 4     | 5    | 0     |

Actualizado 29 de septiembre de 2012

## Palmarés

### Otros
| Título           | Club       | País   | Temporada |
| ---------------- | ---------- | ------ | --------- |
| Segunda División | Sevilla FC | España | 2000/2001 |